# 87 f.Kr.

## Händelser

### Efter plats

#### Romerska republiken
- Lucius Cornelius Cinna blir konsul i Rom, vilket återger demokraterna styret över staden.
- Sulla anländer till Grekland för att bekämpa Mithridates VI.

### Efter ämne

#### Teknik
- Antikytheramekanismen tillverkas.

## Födda
- Lucius Munatius Plancus, romersk konsul (född omkring detta år)

## Avlidna
- Marcus Antonius Orator, romersk konsul (avrättad på Marius och Cinnas order)
- Lucius Cornelius Merula, romersk präst (självmord)
- Gnaeus Pompeius Strabo, romersk general och far till Pompeius den store (sjukdom)
- Publius Licinius Crassus Dives, romersk konsul, censor och far till Marcus Licinius Crassus (dödad av invaderande marier)
- Quintus Lutatius Catulus, romersk fältherre och politiker
- Han Wudi, kejsare av den kinesiska Handynastin